# Jane Štravs
Jane Štravs (né en 1965 à Ljubljana) est un photographe slovène.